# Горлатная шапка

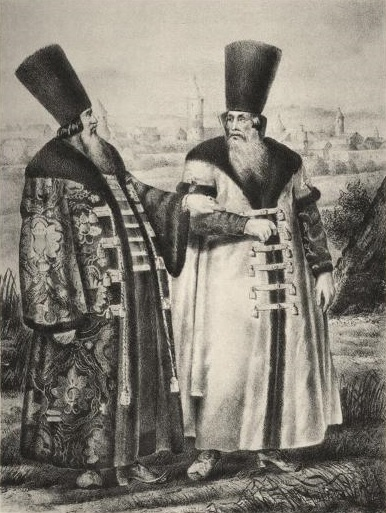
Турские шубы и горлатные шапки бояр. Иллюстрация ранее 1841 года

Горлатная шапка — высокий парадный головной убор цилиндрической формы с бархатным или парчовым верхом, на которые употреблялся мех от горла зверя.

## История
Головной убор (мужской и женский) русской знати XV—XVII веков. Этот головной убор не являлся обычным и повседневным. Парадная горлатная шапка, носилась боярами в торжественных случаях, как то: при больших торжествах, во время приёма русским царём послов и так далее. Такие шапки шились из меха на горлышках пушных зверей (чернобурых лис, куниц, песцов, соболей), откуда и пошло название. В локоть высотой, расширяющийся кверху конус с бархатным или парчовым верхом. Шапки горлатные обшивались лисьим, куньим или собольим мехом.
Английский дипломат Джайлс Флетчер так описывает головной убор: «…Сверх тафьи носят большую шапку из меха чернобурой лисицы (почитаемого за лучший мех) с тиарою или длинною тульею, которая возвышается из меховой опушки наподобие персидской или вавилонской шапки…»
У переводчика шлезвигского посольства Адама Олеария, бывшего в Москве при Михаиле Феодоровиче, шапки эти являются исключительно официальным торжественным убором.
Горлатную шапку часто не надевали на голову, а держали на сгибе левой руки.

## Галерея

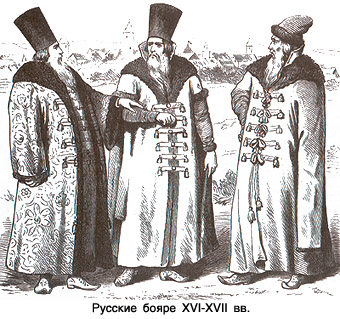
Русские бояре
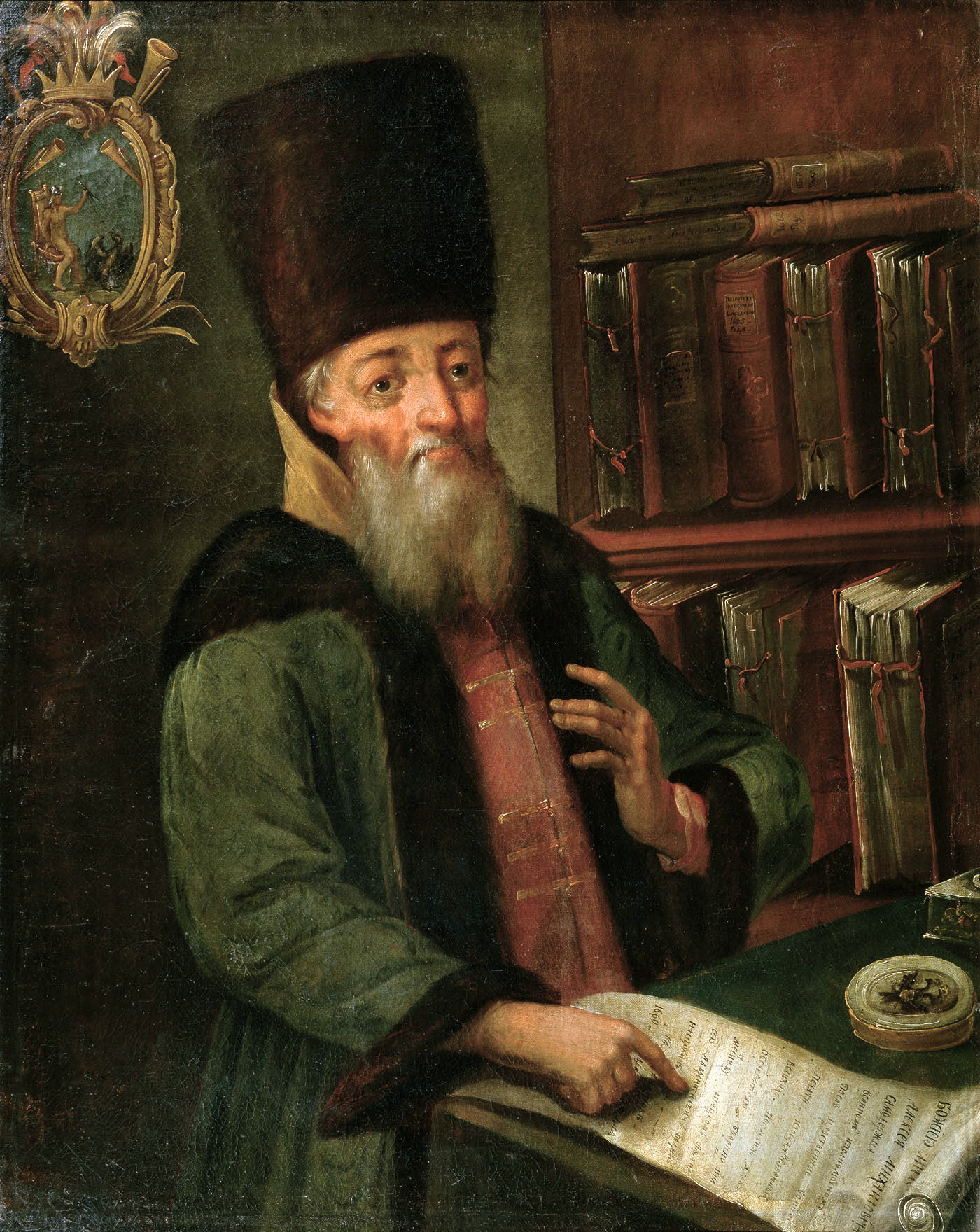
Ближний боярин и воевода Афанасий Лаврентьевич Ордин-Нащокин. XIX век c рисунка более раннего времени
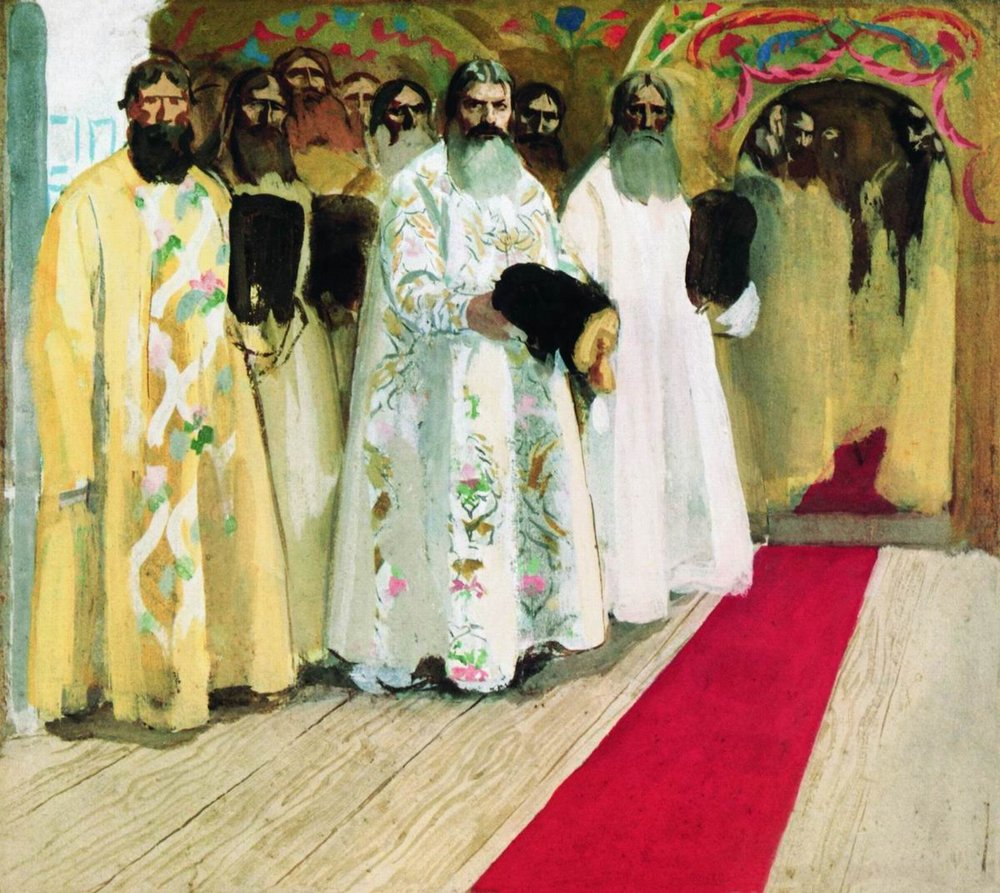
А. П. Рябушкин. Ожидают выхода царя (1901) - эскиз. Государственная Третьяковская галерея, Москва
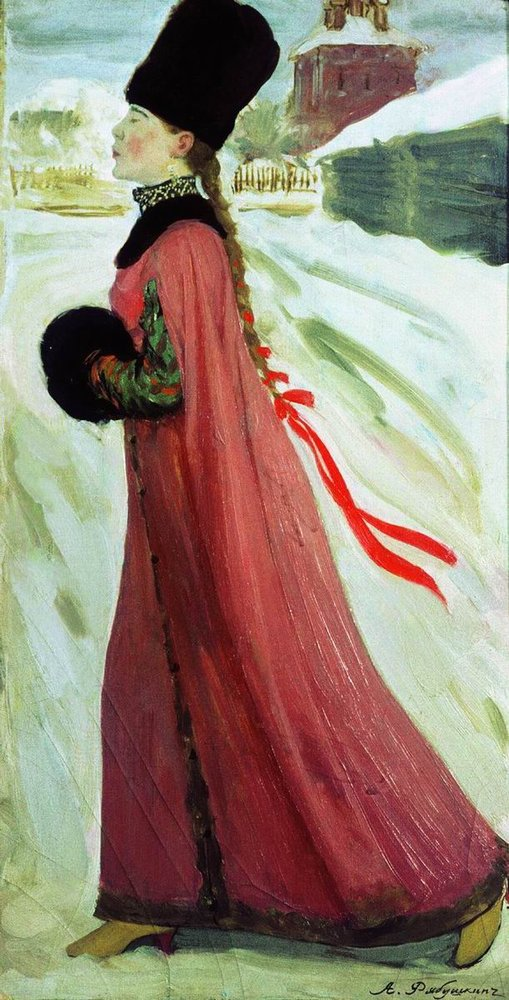
А. П. Рябушкин Боярышня XVII века (1903). Русский музей